# László Gonda
László Gonda (* 24. April 1988 in Tatabánya) ist ein ungarischer Schach-Großmeister.

## Leben
Gonda wurde 2006 zum Internationalen Meister ernannt, nachdem er bereits sechs Normen erfüllte, und zwar eine im Januar 2004 beim Szennapack Mad-Day IM-Turnier in Kaposvár und insgesamt fünf Normen bei Turnieren der Serie First Saturday in Budapest zwischen Juni 2004 und Dezember 2005. 2010 wurde ihm der Großmeistertitel verliehen, die erforderlichen Normen erfüllte er im Mai 2006 beim Zalakaros Open sowie bei den GM-Turnieren der Budapester Turnierserie First Saturday im März und April 2010.
Er siegte oder belegte vordere Plätze in mehreren Turnieren: I. Platz bei der ungarischen U12-Meisterschaft (2000), I. Platz bei der ungarischen U14-Meisterschaft (2001), II. Platz beim FS10-IM-Turnier Budapest (2001), I. Platz beim FS12-GM-Turnier Budapest (2001), I. Platz beim FS02-IM-Turnier Budapest (2003),  II. Platz beim FS06-GM-Turnier Budapest (2004), I. Platz Kaposvár (2004), II. Platz beim FS11-GM-Turnier Budapest (2004), I. Platz beim FS03-IM-Turnier Budapest (2005), I. Platz Salgótarján (2005), II. Platz beim FS06-GM-Turnier Budapest (2006), I. Platz Balatonlelle (2006 und 2007), I. Platz Nyíregyháza (2007 und 2010), I. Platz Hévíz (2008).
Im Januar 2015 belegt er Platz 19 in der Elo-Rangliste Ungarns.

## Vereine
Gonda spielte in der NB I. Szabó László csoport, der höchsten ungarischen Spielklasse, in der Saison 2003/04 für den Miskolci SSC, in der Saison 2007/08 für Községi Sportegyesület Decs, von 2008/09 bis 2011/12 für den in Nagykanizsa ansässigen Aquaprofit NTSK, mit dem er vierfacher ungarischer Mannschaftsmeister wurde, und spielt seit der Saison 2012/13 für Dunaharaszti MTK. In der deutschen Schachbundesliga spielte er von der Saison 2007/08 bis zur Saison 2016/17 für die SG Trier, in der österreichischen Bundesliga in der Saison 2016/17 für den ASK St. Valentin. In der britischen Four Nations Chess League spielt Gonda seit 2018 für Manx Liberty, in der tschechischen Extraliga seit 2019 für Slavia Kroměříž.